# メルカート・サラチェーノ
メルカート・サラチェーノ（伊: Mercato Saraceno）は、イタリア共和国エミリア＝ロマーニャ州フォルリ＝チェゼーナ県にある、人口約6,800人の基礎自治体（コムーネ）。

## 地理

### 位置・広がり

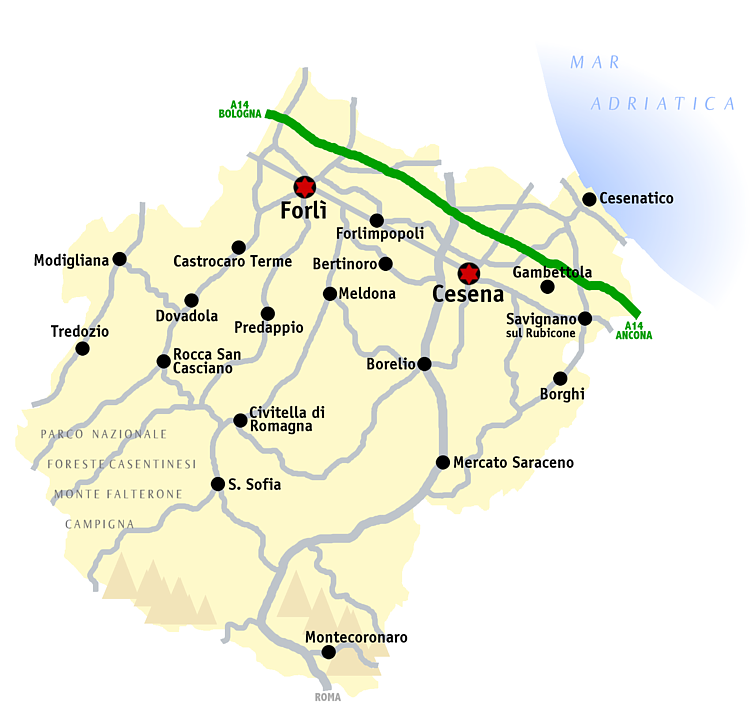
フォルリ＝チェゼーナ県概略図

#### 隣接コムーネ
隣接するコムーネは以下の通り。括弧内のRNはリミニ県所属を示す。
- バーニョ・ディ・ロマーニャ
- チェゼーナ
- ノヴァフェルトリア (RN)
- ロンコフレッド
- サルシナ
- ソリアーノ・アル・ルビコーネ
- タラメッロ (RN)

### 気候分類・地震分類
メルカート・サラチェーノにおけるイタリアの気候分類 (it) および度日は、zona E, 2324 GGである。
また、イタリアの地震リスク階級 (it) では、zona 2 (sismicità media) に分類される。

## 行政

### 分離集落
メルカート・サラチェーノには以下の分離集落（フラツィオーネ）がある。
- Bacciolino, Bora, Cella, Ciola, Colonnata, Falcino, Linaro, Montecastello, Monte Iottone, Monte Sasso, Montesorbo, Musella, Paderno, Piavola, San Damiano, San Romano, Serra, Taibo, Tomano, Valleripa

## 姉妹都市
- ヴィッラドッソラ、イタリア 2010年